# Filchneria
Filchneria is een geslacht van steenvliegen uit de familie Perlodidae. De wetenschappelijke naam van het geslacht is voor het eerst geldig gepubliceerd in 1908 door Klapálek.

## Soorten
Filchneria omvat de volgende soorten:
- Filchneria amabilis (Jewett, 1958)
- Filchneria balcarica Balinsky, 1950
- Filchneria furcifera Navás, 1936
- Filchneria heteroptera (Wu, 1938)
- Filchneria irani (Aubert, 1964)
- Filchneria kuenluensis (Šámal, 1935)
- Filchneria mesasiatica Zhiltzova, 1971
- Filchneria mongolica (Klapálek, 1901)
- Filchneria nuristica (Brinck, 1950)
- Filchneria olgae (McLachlan, 1875)
- Filchneria shobhaae (Singh & Ghosh, 1969)
- Filchneria tau (Klapálek, 1908)